# Терновское сельское поселение (Еланский район)
Терно́вское се́льское поселе́ние — муниципальное образование в Еланском районе Волгоградской области. Административный центр — село Терновое.

## История
Терновское сельское поселение образовано 24 декабря 2004 года в соответствии с Законом Волгоградской области № 980-ОД.

## Население
| 2010 | 2012 | 2013 | 2014 | 2015 | 2016 | 2017 |
| ---- | ---- | ---- | ---- | ---- | ---- | ---- |
| 880  | ↘879 | ↘865 | ↘845 | ↘827 | ↘800 | ↘792 |
| 2018 | 2019 | 2020 | 2021 |      |      |      |
| ↘766 | ↘759 | ↘736 | ↘713 |      |      |      |

## Состав сельского поселения
| № | Населённый пункт | Тип населённого пункта       | Население |
| - | ---------------- | ---------------------------- | --------- |
| 1 | Терновое         | село, административный центр | ↘713      |